# Brittiska Metodistkyrkan
Brittiska Metodistkyrkan (the Methodist Church of Great Britain) är ett metodistiskt trossamfund med församlingar i Storbritannien, Kanalöarna, Isle of Man, Malta och Gibraltar, bildat 1932  genom samgående mellan the Wesleyan Methodist Church, the Society of the Primitive Methodists och the United Methodist Church. 
Med sina 173 000 medlemmar i 4 500 församlingar är man det fjärde största kristna trossamfundet i Storbritannien.
Kyrkan tillhör Metodistiska Världsrådet.